# Recurvirostra
Recurvirostra är ett släkte i familjen skärfläckor inom ordningen vadarfåglar. Släktet omfattar fyra arter med vidsträckt utbredning i Europa, Asien, Australien, Nordafrika, Australien samt Nord- och Sydamerika:
- Skärfläcka (R. avosetta)
- Australisk skärfläcka (R. novaehollandiae)
- Andinsk skärfläcka (R. andina)
- Amerikansk skärfläcka (R. americana)